# 陈昌棉
陈昌棉（1928年—），男，广东广州人，中国武术教练、裁判。曾先後師從区汉泉、黄啸侠習武。自1960年起从事武术教练工作，當過广东省武术队总教练。1995年在“中华武林百杰”评选活动中被评为十大武术教练。